# Salacca sarawakensis
Salacca sarawakensis är en enhjärtbladig växtart som beskrevs av Mogea. Salacca sarawakensis ingår i släktet Salacca och familjen Arecaceae. Inga underarter finns listade i Catalogue of Life.